# Kovada-Gölü-Nationalpark
Der Kovada-Gölü-Nationalpark (türk. Kovada Gölü Milli Parkı) ist ein türkischer Nationalpark südlich des Eğirdir-Sees in der Südwest-Türkei auf der Störungs-Achse der „Kurve von Isparta“.

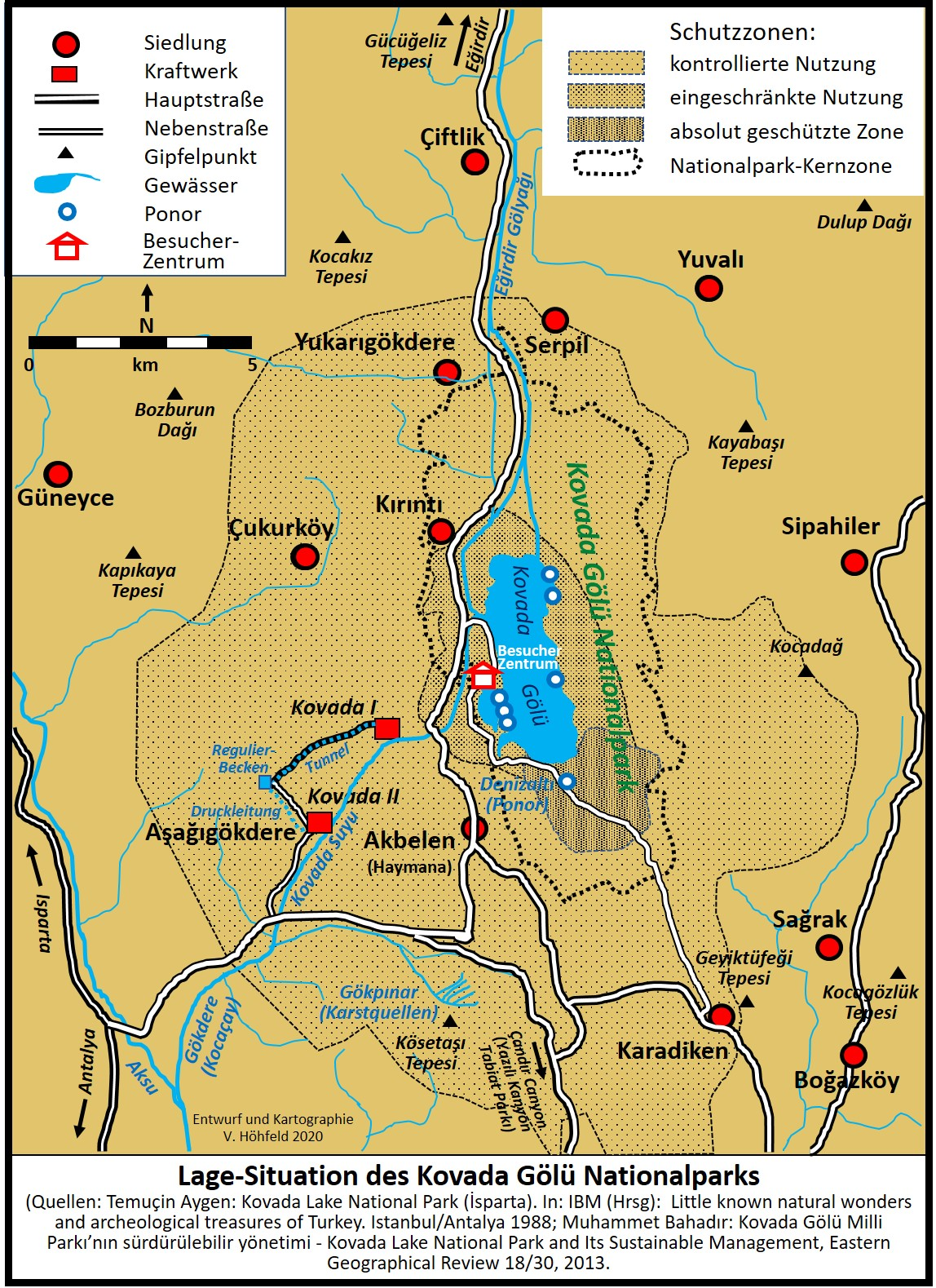
Auf der Karte sind neben der topographischen Situation die verschiedenen Schutzzonen des Kovada-Gölü-Nationalparks dargestellt. Der Park liegt in der Senke des Kovada Grabens im Zentrum der „Kurve von Isparta“ innerhalb der „Isaurisch-Pisidischen Seenplatte“.

## Lage, Größe und Schutzzonen
Koordinaten: 37° 38′ 31″ N, 30° 52′ 43″ O
| Kovada Gölü |

Der 69,34 km² (6934 ha) große Nationalpark in der Provinz Isparta erstreckt sich ziemlich genau nord-südwärts etwa 25 km südlich des Eğirdir-Sees innerhalb der Kreise Eğirdir und Sütçüler im Umfeld einer 40 km langen und zwischen 5 und 6 km breiten tektonischen Senke auf etwa 900 m über Meereshöhe. Den Mittelpunkt des Parks bildet mit knapp 8 km² (790 ha) Fläche und 20,6 km Umfang der nur 6–7 m tiefe Kovada Gölü (Kovada-See, Seespiegelhöhe 906 m), der seinen Wasserzufluss weitgehend vom Eğirdir-See über den Eğirdir Gölyağı (Überlauf des Eğirdir-Sees) erhält. Der Kovada-See wiederum ist über den Kocaçay (Kovada Suyu) nach 25 km mit dem den Aksu Çayı verbunden, der zum Mittelmeer entwässert.
Innerhalb des Nationalparks wurden um den Kovada Gölü drei Schutzzonen ausgewiesen:
- Absolute Schutzfläche (390 ha); sie liegt am südöstlichen Ende des Sees. Hier konzentriert sich das wichtigste Naturerbe des Nationalparks.
- Begrenzte Nutzfläche (1640 ha); diese Gebiete können von der lokalen Bevölkerung landwirtschaftlich genutzt werden.
- Landwirtschaftliche Tätigkeiten sollten nach geeigneten Pflanz- und Pflugtechniken und nicht an Hängen mit hohem Steilheitsgrad erfolgen. Kontrollierte Nutzfläche (4900 ha); Diese Regionen sind für die lokale Bevölkerung geöffnet, ohne dass dort Menschen beherbergt werden und ohne die natürliche Struktur des Sees zu stören. Sie werden kontinuierlich überwacht.[2]

## Historie und Probleme
Im Zusammenhang mit dem anfänglich deutlich kleineren Kovadasee-Naturpark (Kovada Gölü Tabiat Parkı) im unmittelbaren Umfeld des Kovada-See südlich von Eğirdir und dem Eğirdir Gölü wurde 1970 von einem vierköpfigen Team der US National Parks Administration in Zusammenarbeit mit USAID und türkischen Teilnehmern der National Parks Projects Group sowie von staatlichen türkischen Stellen ein langfristiges Entwicklungsprojekt zur Einrichtung eines Kovada-Gölü-Nationalparks (Kovada Gölü Milli Parkı) erarbeitet. Aufgrund des Reichtums an Flora und der Wildtiervielfalt sowie seiner natürlichen Ressourcen in einer besonderen Landschaft mit einem großen Potential für Freizeitmöglichkeiten wurden der Kovada-See und seine Umgebung am 3. November 1970 zum Nationalpark und 1992 partiell zum Naturschutzgebiet 1. Grades erklärt.

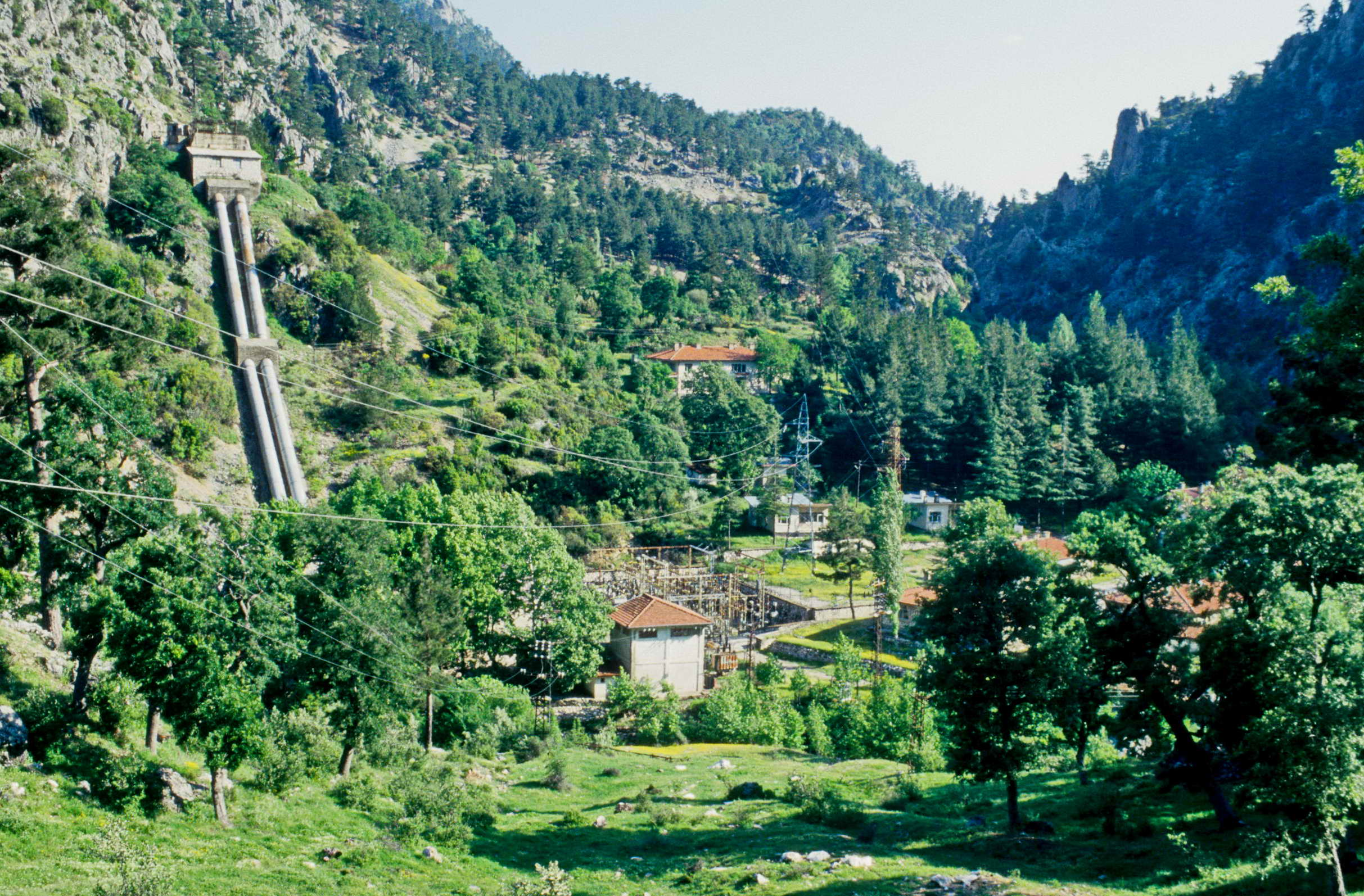
1960 wurde von der türkischen İller Bankası unterhalb des Kovada-Sees im Tal des Kocaçay (Abfluss des Sees) ein Wasserkraftwerk installiert. Bereits bald nach der Inbetriebnahme war auf Probleme durch schwerwiegende Wasserverluste im Kovada-See hingewiesen worden.

Bereits nach der Inbetriebnahme des von der İller Bankası (türkische staatliche Entwicklungs- und Investmentbank) errichteten Wasserkraftwerks Kovada I (1960) im Abfluss-Gewässer des Kovada-Sees (Kovada Suyu/Kocaçay) war nach Untersuchungen im Jahr 1963 auf Probleme der Wasserentnahme und auf schwerwiegende Wasserverluste aufgrund von Dolinen im Umfeld des Sees hingewiesen worden. Trotzdem wurde 1971 durch das Staats-Wasserbauamt (DSİ=Devlet Su İşleri) Kovada II als weiteres Wasserkraftwerk unterhalb von Kovada I in Betrieb genommen. Maßnahmen der Zuwasser-Umleitungen wurden notwendig, damit während der Sommermonate der Wasserstand des Sees nicht unter den Normalwert fiel. Ein installierter Regler am Kanal sorgt dafür, dass genügend Wasser im See verbleibt, was regelmäßig überprüft und korrigiert wird. Mitte September 1984 war der Wasserspiegel des Kovada-Sees um 4,5 m gesunken, und Hunderte von Platanen am Seeufer waren aus Wassermangel eingegangen. Inzwischen wurden zudem das Grundbett des Sees und der Zulaufkanal vertieft, um ehemals häufig auftretende Überschwemmungen während der Winterperiode zu verhindern.
Die schwerwiegendsten ökologischen Probleme im Nationalparkgebiet bilden übermäßiger Wasserverbrauch, unreflektierte und illegale Jagd rund um den Nationalpark, Umweltverschmutzung und vor allem Bodenerosion. In der Kovada-Senke selbst und insbesondere in steileren Hanglagen sind auf beiden Seiten des Sees über 2000 ha Fläche einer beschleunigten Erosion ausgesetzt – nicht zuletzt infolge landwirtschaftlicher Tätigkeiten. In diesem Zusammenhang führen Kontroversen hinsichtlich der Nutzungsrechte innerhalb des Nationalparkgebietes insbesondere an Acker-, Weide- und Waldflächen immer wieder zu Konflikten zwischen der Nationalparkverwaltung und Einheimischen.

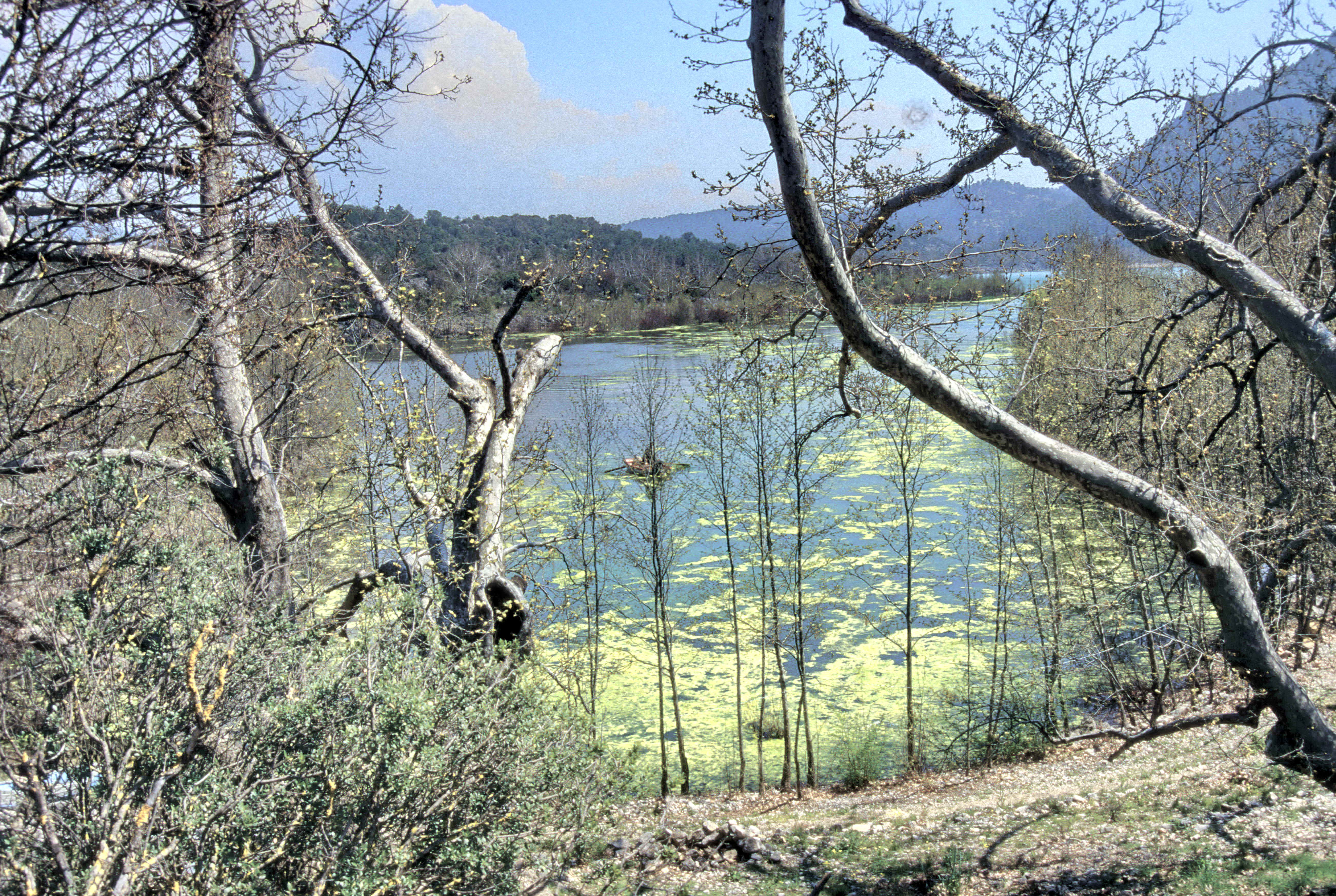
Der Kovada-Graben mit dem kleinen Kovada-See markiert zusammen mit dem Eğirdir-See und der Aksu-Senke die Mittelachse der Kurve von Isparta und damit die Grenze zwischen West- und Mittel-Taurus. Obwohl unmittelbar hinter dem Kovada Gölü zwei Wasserkraftwerke Strom erzeugen wurde der Bereich um den nur knapp 8000 m² großen See bereits 1970 zum Nationalpark Kovada Gölü Milli Parkı erklärt.

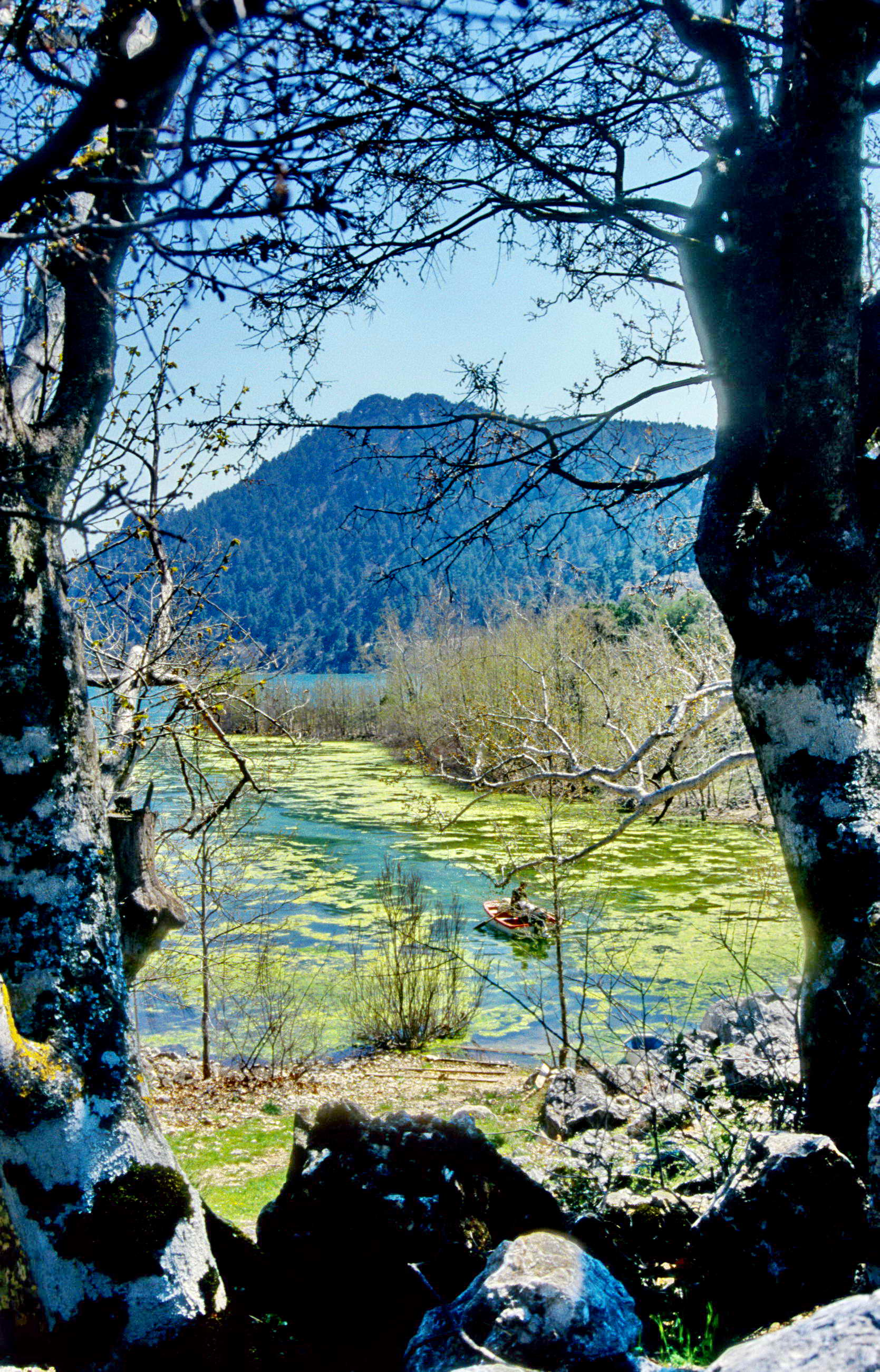
Blick auf den Kovada-See (Kovada Gölü, Südwest-Türkei) bei Kırıntı (Landkreis Eğirdir/Provinz Isparta) am Nordende des Sees

Ein weiterer langfristiger Entwicklungsplan wurde am 23. Juni 2008 auf den Weg gebracht. Im Nationalpark wurden besondere touristische Anlagen bereitgestellt und ausgeschildert: Holzstege, Aussichtstürme, ein Besucher-Zentrum mit Parkplätzen, Toiletten, Picknickplätze, Bänke, Spielplätze und Wanderwege. Übernachten kann man im Nationalpark nicht.

## Hydrographische Besonderheiten
Mit einem direkten Einzugsgebiet (ohne Zufluss vom Eğirdir Gölü) von 77 km², einer Fläche von 9 km² und einem Volumen von 36 Mio. m³ ist der Kovada Gölü die wichtigste hydrografische Einheit im Gebiet des Kovada Gölü National Park. Seine Nord-Süd-Achse beträgt 4 km und seine Breite 2 km, seine durchschnittliche Tiefe liegt bei 6 m. Jahreszeitlich kommt es zu erheblichen Schwankungen des Wasserspiegels. Zur Absenkung kommt es regelmäßig aufgrund erhöhter Verdunstung und geringer Niederschläge in der Sommerperiode sowie durch Wasserentnahme aus Zuflüssen zur Bewässerung in der Landwirtschaft. Seespiegelanstieg bringt die Winterperiode. Eine Absenkung um 1 m entspricht ungefähr 22 % des Seevolumens, also etwa 8 Mio. m³. Einen deutlichen Einfluss auf die Wasser-Ressourcen habe die diversen Trockentäler mit Bachschwinden sowie die zahlreichen Dolinen im Karstbereich rund um den und am Grund des Sees. Wegen dieser karstischen Unsicherheiten kann der See nicht als Stausee genutzt werden, und es sollte nicht zu viel Wasser entnommen werden, ohne die hydrologische Funktion zu belasten. In Hochwasserzeiten werden die meisten Dolinen um den See „automatisch“ aktiviert und verhindern, dass der Seespiegel steigt. Überschüssiges Wasser fließt z. B. im Süden des Sees im Distrikt Denizaltı zu Dolinen, die bis in 100–150 m Tiefe reichen. Dieses Wasser fließt unterirdisch ab und nährt 5–6 km weiter südlich die Karstquellen von Gökpınar mit einer Leistung von 3 m³/s. Darüber hinaus entwässern weitere Dolinen den Kovada-See unterirdisch durch das Kalksteinmassiv in verschiedene andere Richtungen.

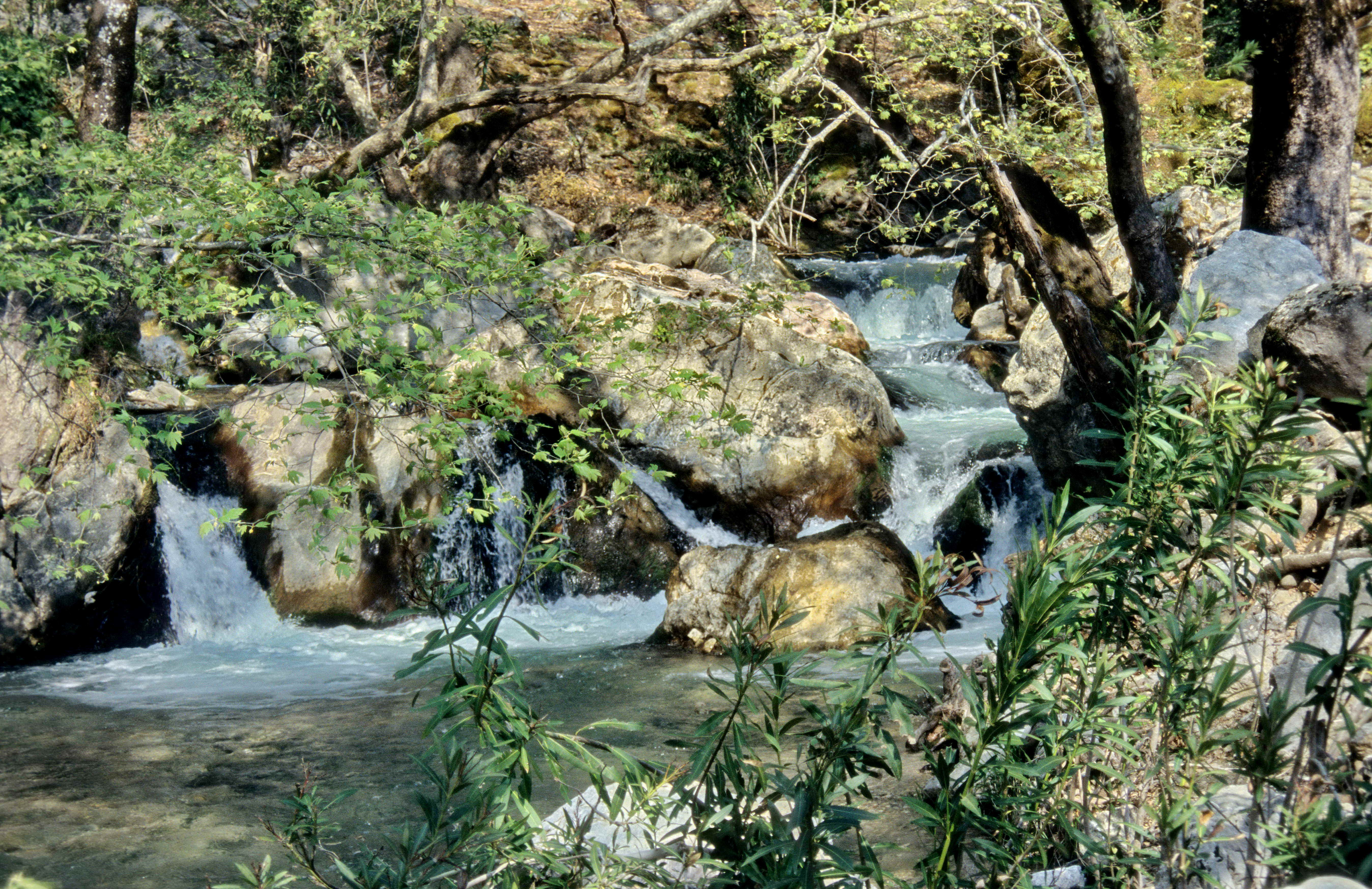
Karstquellen von Gök Pınar: Der Kovada Gölü erhält sein Wasser aus dem Eğirdir Gölü und speist zugleich die Karstquellen von Gök Pınar bei Suçatı (Wasserscheide) unterhalb von Akbelen.

## Geologische und geomorphologische Besonderheiten

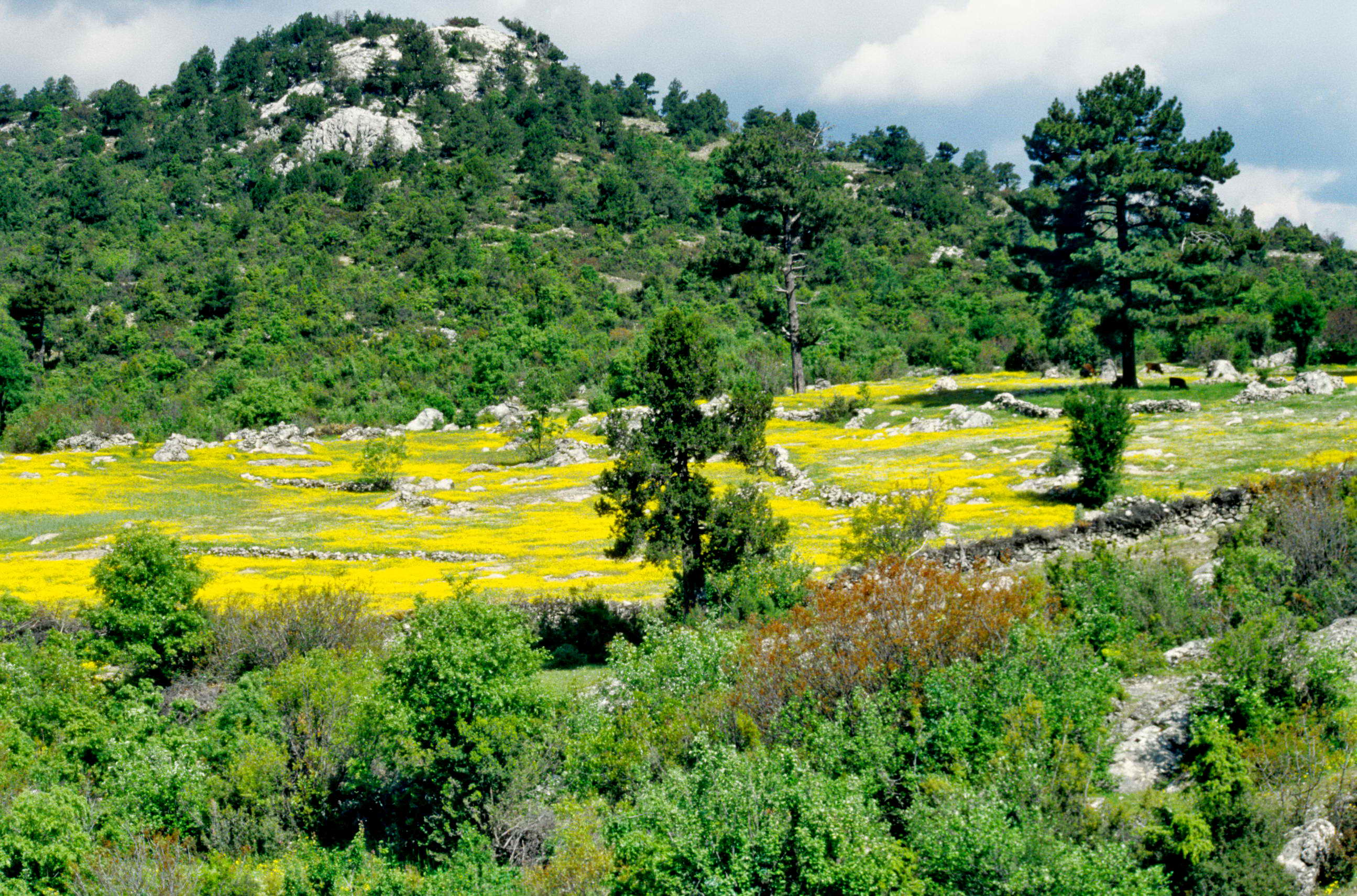
Karstlandschaft bei Serpil innerhalb der kontrollierten Schutzzone des Kovada-Gölü-Nationalparks mit kleiner Feldflur umgeben von Macchie und lichten Nadelwaldbeständen

Die den Kovada Gölü umgebenden geologischen Formationen sind zumeist massive Kalksteine, die große Gebiete bedecken. Innerhalb des Kovada-Gölü-Nationalpark-Gebiets bilden das vom See und seiner unmittelbaren Umgebung gebildete Depressionsgebiet, die begleitenden Hang- und Plateaugebiete sowie die umgebenden Gebirge die attraktivsten und damit wichtigsten Partien. Der Kovada-See befindet sich im tiefsten Teil dieser tektonisch geprägten Karstsenke, in der um Yukarıgökdere und Çiftlikköy tertiäre Sandsteine, Tone und Mergel anstehen und zudem quartäre jüngere Alluvionen Hänge und Flusstäler entlang des Kovada-Grabens verkleiden – flankiert von Verwerfungen, die den Nationalpark und das Seegebiet seitlich begrenzen. Diese noch aktiven tektonischen Störungen haben im Allgemeinen eine Nord-Süd- und Nordwest-Südost-Hauptrichtung, werden aber bisweilen in West-Ost-Richtung von seitlichen Störungen geschnitten. Man geht davon aus, dass letztere Störungen aufgrund neotektonischer Bewegungen (Krustendeformationen der geologischen Gegenwart) nach dem Miozän entstanden sind, die eine wichtige Rolle bei der Bildung der Kovada-See-Senke spielten.

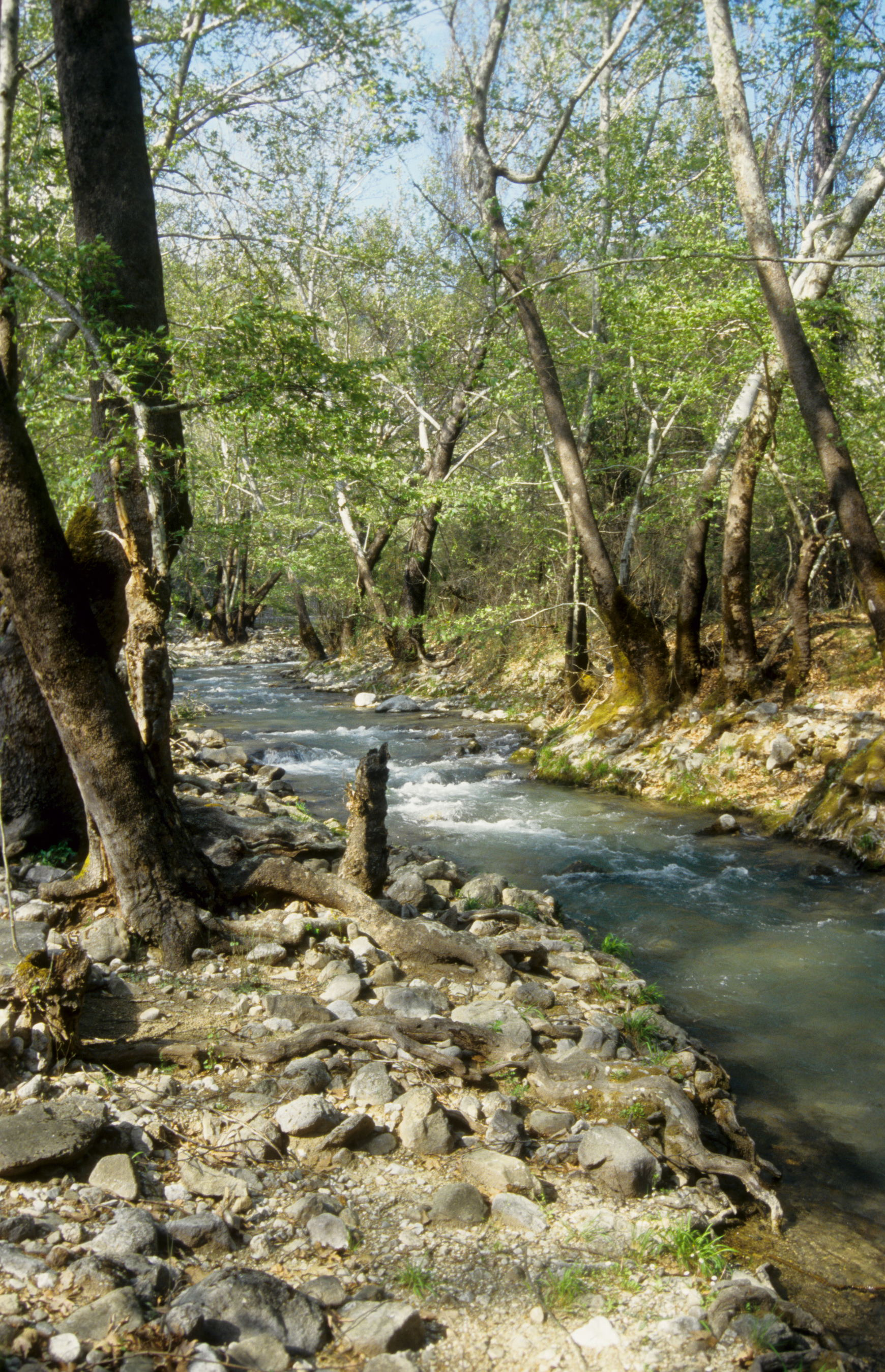
Unterhalb von Akbelen (Landkreis Eğirdir/Provinz Isparta) bilden die stark schüttenden Karstquellen von Gökpınar vor dem Zusammenfluss mit dem Abfluss des Kovada-Sees (Kovada Suyu) den Gökdere Çayı, der über den Aksu Çayı zum Mittelmeer entwässert.

Eine besondere Bedeutung kommt den Karsterscheinungen als geomorphologischen Strukturen des Kovada-Gölü-Nationalparks und seiner unmittelbaren Umgebung zu: Weit verbreitet sind mesozoische Ophiolithe (Bestandteile der ozeanischen Kruste) und Kalksteine, Ophiolite besonders im südwestlichen Teil beim Dorf Aşağıgökdere. Dort bilden Ophiolite und Radiolarite (ein hartes marines Tiefsee-Sediment aus den kieseligen (SiO2)-Resten einzelliger Strahlentierchen, den Radiolarien) die dominierende Fazies. Kalksteineinheiten umgeben im Osten und Westen des Nationalparks das Seegebiet von Nord nach Süd. Sie bedecken den östlichen Teil völlig in Form von neritischen (Flachwasser-)Sedimenten und dominieren in Form von Deckensystemen im Süden als Ausläufer des Tahtalıdağ, der Beydağları und des Çataltepe. Hier vor allem ergaben sich reichliche Möglichkeiten zur Bildung eines eindrucksvollen Karstformenschatzes: Begünstigt durch Klima und Vegetationsbedeckung entwickelten sich Lapias (Furchen im Kalkstein, Rinnenkarren), Dolinen und Uvalas vor allem in den Kalksteingebieten in der Nähe des Kovada-Sees.
Gebirge mit Höhen über 1500 m, wie Bozburundağı, Asacak Dağları und Kar Tepe (2325 m), begrenzen die Depression westlich des Kovada-Grabens in Nord-Süd-Richtung. Sie bestehen aus mesozoischen Kalksteinen und Ophiolithen. Dulup Tepesi (2246 m) und Kocadağ liegen entsprechend östlich des Grabens. Aufgrund starker Reliefenergie sind alle diese Gebirge stellenweise durch kurze tiefe Täler markant gegliedert. Zwischen den Gebirgsmassiven und dem Senkenboden bestehen Höhenunterschiede von bis zu 1000 m.
Hochebenen zwischen 1000 und 1250 m begleiten den Graben an beiden Seiten, decken aber nur ein begrenztes Gebiet ab. Sie werden in der Regel von den Einheimischen als Ackerland genutzt und sind ebenfalls durch periodische Gewässer tief gespalten, was bei den Dörfern Aşağıgökdere und Çukurköy recht deutlich wird. Die Plateau-Gebiete sind vor allem im Westen des Sees vom Depressionsgrund durch eine Bruchstufe als Folge der Tektonik deutlich getrennt. Der Höhenunterschied beträgt stellenweise bis zu 200 m. Derartige Verwerfungen einerseits, andererseits Karstverwitterung (Korrosion; Lösungsverwitterung des Kalksteins) am westlichen und östlichen Rand spielten eine wichtige Rolle bei der Bildung des Kovada-Beckens. Das Kovada-Seebecken entwickelte sich mit der „Auflösung“ der Kalksteine im Laufe der Zeit zu einer Polje. Infolge des Verstopfens der Ponore auf dem Polje-Boden wurde die Senke vor allem in den feuchten Perioden des Pleistozäns mit Wasser gefüllt: Der Kovada Gölü war damit entstanden. Der See gehört somit zu den Karstseen in den Poljen der Isaurisch-Pisidischen Seenplatte.

## Klimatische Komponenten
Die klimatische Situation im Raum des Kovada-Gölü-Nationalparks, in erster Linie Temperatur und Niederschlag und damit auch die Vegetation, werden weitgehend bestimmt von mediterranen Komponenten. Jahres-Durchschnittstemperaturen über 12 °C und jährliche Niederschlagswerte zwischen 500 und 800 mm sind typisch, und die Durchschnittstemperaturen in Eğirdir bzw. Sütçüler fallen in keinem Monat des Jahres unter 0 °C. Die Höhenunterschiede zum Gebirge allerdings zeigen Temperaturdifferenzen zwischen etwa 12 °C im Kovada-Becken und ca. 8 °C in den Bergen von bis zu 5 °C.
Außerhalb der Vegetationsperiode von Anfang November bis zum 10. März bleiben die mittleren Temperaturen unter 8 °C. Der Frühling ist mit 40 Tagen sehr kurz, und auch der Herbst dauert nur etwa einen Monat. Der Winter dagegen dauert über 5 Monate von Mitte Oktober bis Anfang April. Dann fallen die meisten Niederschläge. Entsprechende Werte liegen insgesamt zwischen 630 und 872 mm in Sütçüler und in Eğirdir zwischen 600 und 787 mm. Schneefall hat nur geringe Verweildauer am Boden von 7–10 Tagen. Mit Mitteltemperaturen von über 18 °C ist vom 15. Mai bis 15. September Sommer im Nationalpark. Dann (4 Monate) fallen maximal nur 50–60 mm Regen, und es herrscht im Juni, Juli und August Dürre bei Verdunstungsraten von über 1000 mm.

## Floristisches
Trotz der krassen klimatischen Gegensätze zwischen Sommer und Winter ist die floristische Ausstattung reichhaltig. Von den 6934 ha des Kovada-Gölü-Nationalparks sind 4662 ha Waldland in zumeist gutem Zustand. Davon sind 1659,5 ha produktive Waldungen, 2899,5 ha unterschiedlich degradierter Wald durchsetzt mit Agrarland und 103,0 ha degradierter Niederwald (Macchie). Weitere 790 ha verbleiben für die Seeoberfläche. Der Nationalpark brilliert mit einer reichen Vegetationsbreite: 259 Pflanzen-Gattungen, 361 Arten, 44 Unterarten und 10 Sorten aus 75 Familien wurden identifiziert. Ihre Zuordnung zu phytogeografischen (pflanzengeografischen) Regionen zeigt ein buntes Gemisch aus irano-turanischer (11,6 %), euro-sibirischer (3,9 %) und mediterraner Herkunft (11,3 %), 264 Arten (73,1 %) gehören zu mehr als einer phytogeografischen oder zu einer unbekannten Region. Innerhalb der Grenzen des Kovada-Gölü-Nationalparks wurden 28 endemische Pflanzenarten identifiziert. Die Gefährdungen der vorkommenden Arten sind nach den IUCN Kriterien (Rote Liste gefährdeter Arten#IUCN) weitgehend positiv: 338 LC (nicht gefährdet), 1 EN (stark gefährdet) und 1 NT (potentiell gefährdet).
Die Waldungen setzen sich zumeist aus Schwarzkiefern (Pinus nigra), Brutischen Kiefern (Pinus brutia) sowie Wacholder- (Juniperus communis) und Baumwacholderarten (Juniperus oxycedrus, Juniperus drupacea) und Eichen zusammen, darunter speziell die Säuleneiche (Quercus robur), Traubeneiche (Quercus petraea), Zerreiche (Quercus cerris) und Steineiche (Quercus ilex). In großen Höhen wachsen Kilikische Tannen (Abies cilicica), und Libanon-Zedern (Cedrus libani), rund um den See Platanen (Platanus orientalis). Darüber hinaus findet man – neben Sonderlingen, wie dem Götterbaum / Bitteresche (Ailanthus altissima) – vor allem Sträucher der Macchia-Flora, so z. B. Sandelholz (Santalum albus), westlicher Erdbeerbaum (Arbutus unedo), wilde Olive (Olea europaea), Steinlinde (Phillyrea angustifolia), Myrte (Myrtus communis), Terpentin-Pistazie (Pistacia terebinthus, auch Terebinthe), Berberitze (Berberis vulgaris), Perückenstrauch (Cotinus coggygria), Mispel (Mespilus germanica), Zwergmispel/Felsenmispeln (Cotoneaster), Weißdorn (Crataegus), Brombeere (Rubus fruticosus), Damaszener Rose (Rosa damascena), Lorbeer (Laurus nobilis), Zedrachbaum (Persischer Flieder, Melia azedarach), Ginster (Genista) und Christusdorn (Schwarzdorn, Paliurus spina-christi).
Die verschiedenen Arten von Biotopen im Feuchtgebiet des Kovada-Sees und seiner Umgebung sind wichtige Ressourcen als spezielle Lebensräume für viele Lebewesen.

## Fauna
Durch ungeregelte und illegale Jagd und Fischerei wurde der einst reiche und vielfältige Bestand an Wildtieren im und um den Kovada-Gölü-Nationalpark ausgedünnt. Abgesehen von Reptilien (13 Reptilienarten: Eidechsen, Schildkröten, Schlangen), Süßwasserkrebsen und diversen Fischarten in den Gewässern, wie Schuppenkarpfen (Cyprinus carpio), Samtfisch (Grüner Karpfen, Aploactinidae), Flussbarsch (Perca fluviatilis) und Karausche (Carassius carassius), sind die häufigsten Arten von Wildtieren (Säugetieren) im Nationalpark Igel (Erinaceidae), Wildziege (Capra aegagrus), Wildschwein (Sus scrofa), Marder (Mustelidae), Dachs (Meles meles), Fuchs (Vulpes vulpes), Kaninchen (Oryctolagus cuniculus) und Eichhörnchen (Sciurus vulgaris). 167 Vogel- und Wasservogelarten leben ganzjährig oder saisonal im Park, darunter 59 einheimische, 26 Wintermigranten, 48 Sommermigranten und 20 Transitmigranten. Darunter findet man vor allem Wildente (Anas platyrhynchos), Gans (Anser rubrirostris), Rostgans (Tadorna ferruginea), Rebhuhn (Perdix perdix) und Waldschnepfe (Scolopax rusticola) als Hauptarten. Gemäß den Schutzlisten der Berner Konvention (Naturschutzabkommen des Europarates von 1982) stehen 116 davon auf der Liste der „absolut geschützten Arten“ und weitere 44 zählen zu den geschützten Arten.